# Списак сликара/Г
| Сликари: A Б В Г Д Ђ Е Ж З И Ј К Л Љ М Н Њ О П Р С Т Ћ У Ф Х Ц Ч Џ Ш |

## Гад.. до Гер..
Ендру Гад (1968 —), енглески сликар
Гај Ћи (1774 — 1829), кинески сликар и песник
Бајрон Галвез (1941 ), мексички сликар
Аксели Гален-Калела (1865 — 1931), фински сликар
Томас Гамбијер Пари (1816 — 1888), енглески сликар
Антонио де ла Гандара (1861 — 1917), француски сликар
Гао Сјенг (1688 — 1753), кинески сликар
Гао Ћипеј (1660 — 1734), кинески сликар
Гао Фенган (1683 — 1749), кинески сликар и песник
Слободан Гарић (1921 — 2009), српски сликар
Норман Гарстин (1847 — 1926), ирски сликар
Фридрих Гауерман (1807 — 1862), аустријски сликар
Освалдо Гвајасамин (1919 — 1999), еквадорски вајар и сликар
Франческо Гварди (1712 — 1793), италијански сликар
Херман Гвардјанчич (1943 —), сликар
Недељко Гвозденовић (1902 — 1988), српски сликар
Николај Ге (1831 — 1894), руски сликар
Илка Гедо (1921 — 1985), мађарска уметница
Томас Гејнсборо (1727 — 1788), енглески сликар
Арт де Гелдер (1645 — 1727), холандски сликар
Кристаке Георгију (1937 —), румунски сликар
Александар Герасимов (1881 — 1963), руски сликар
Абдулах Гергури (1931 — 1994), албански сликар са Косова
Војћех Герсон (1831 — 1901), пољски сликар
Рихард Герстл (1883 — 1908), аустријски сликар

## Гер.. до Гог..
Гертген тот Синт Јанс (о. 1460 — о. 1490), холандски сликар
Лео Гец (1883 — 1962, немачки сликар
Карл Ото Гец (рођен 1914), немачки сликар
Аделед Лабиј-Гијар (1749—1803), француска сликарка
Албер Гијом (1873 — 1942), француски сликар и карикатуриста
Стивен Гилберт (1910 —), шкотски сликар
Вилијам Гир (1915 — 1997), шкотски сликар
Доменико Гирландајо (1449 — 1494), италијански сликар
Алберт Парис Гитерслох (1887 — 1973), аустријски сликар и писац
Александар Гјеримски (1850 — 1901), пољски сликар
Максимилијан Гјеримски (1846 — 1874), пољски сликар
Стефан Гјеровски (1925 —), пољски сликар
Иља Глазунов (1930 —), руски сликар
Винсент ван Гог (1853 — 1890), холандски сликар
Пол Гоген (1848 — 1903), француски сликар

## Год.. до Гот..
Џон Вилијам Годворд (1861 — 1922), енглески сликар
Франсиско де Гоја (1746 — 1828), шпански сликар
Јан ван Гојен (1596 — 1656), холандски сликар пејзажа
Лион Голуб (1922 — 2004), амерички сликар
Голубовић Слободан(рођен 1969 ), српски сликар-фрескописац
Гонг Сјен (1618 — 1689), кинески сликар
Ђован Франческо Гонзага (рођен 1921 ), италијански сликар
Хулио Гонзалез (1876 — 1942), шпански сликар и вајар
Ева Гонзалез (1849 — 1883), француска сликарка
Хорхе Гонзалез Камарена мексички сликар — социјални реализам
Наталија Гончарова (1881 — 1962), руска кубистичка сликарка
Константин Горбатов (1876—1945), руски сликар
Аршил Горки (1904 — 1948), америчко-јерменски сликар
Јан Готард (1898 — 1943), пољски сликар
Адолф Готлиб (1903 — 1974), амерички сликар
Леополд Готлиб (1879 — 1934), пољски сликар
Маурици Готлиб (1856 — 1879), пољски сликар

## Гра.. до Гут..
Ежен Грасе (1845 — 1917), швајцарско-француски уметник
Антон Граф (1736 — 1813), немачки сликар портрета
Енрике Грау (1920 — 2004), колумбијски уметник
Емилио Грау Сала (1911 — 1975), каталонски сликар
Ел Греко (1541 — 1614), грчки сликар у Шпанији
Александар Григлевски (1833 — 1879), пољски сликар
Ђузепе Гризони (1699 — 1796), фламанско-италијански сликар и вајар
Тони Грин (рођен 1954), сликар
Матијас Гриневалд (1470 — 1528), немачки сликар
Хуан Грис (1887 — 1927), шпански сликар
Х. А. П. Грисхабер (1908 — 1981), немачки графичар и сликар
Георг Грос (1893 — 1959), немачки уметник
Артур Гротгер (1837 — 1867), пољски сликар
Иван Грохар (1867 — 1911), словеначки сликар
Исак Груневалд (1889 — 1946), шведски сликар
Фредерик Гудал (1822 — 1904), британски сликар
Гу Кајџи (о. 344 — 406), кинески сликар
Олаф Гулбрансон (1873 — 1958), норвешки уметник, сликар и дизајнер
Гуо Си (о. 1020 — о. 1090), кинески сликар
Ела Гуру (1966 —), америчка сликарка у Лондону
Филип Густон (1913 — 1980), амерички сликар
Хајнц Гут (рођен 1941), немачки сликар
| Сликари: A Б В Г Д Ђ Е Ж З И Ј К Л Љ М Н Њ О П Р С Т Ћ У Ф Х Ц Ч Џ Ш |